# Elvira: The Arcade Game
Elvira: The Arcade Game ist ein Side-Scroller und Jump ’n’ Run, das von Flair Software entwickelt und 1991 veröffentlicht wurde.

## Handlung
In einer stürmischen Nacht bekommt Elvira von einem Untoten Besuch, der sich ihr als König Gustav von Transsylvanien vorstellt. Da dieser zu seinen Lebzeiten keine direkten Verwandten hatte, konnte nach seinem Tod niemand sein Erbe antreten und sein Schloss verwaiste. Weil Elvira über tausend Ecken mit ihm verwandt zu sein schien, wollte er, dass sie sein Erbe antritt und so Königin von Transsylvanien wird. Dazu muss sie unter anderem das Schloss von all den Monstern befreien, die sich im Laufe der Jahre darin angesiedelt haben.
Die Rückseite der Handelsverpackung sagt: „Ein alter Magier-König hat Elvira erweckt und schickt sie auf eine Mission, um sich ihr verlorenes Königreich und ihr Schloss in Transsylvanien zurückzuholen.“

## Spielprinzip und Technik
Das Spiel beinhaltet drei Abschnitte: die feurige Unterwelt und die arktische Erde, welche erst durchgespielt werden müssen um den dritten Abschnitt, das Schloss in Transsylvanien freizuschalten. Im Verlauf des Spiels müssen Spieler Zaubersprüche und Waffen einsetzen um Gegner zu besiegen sowie magische Runensteine und Nahrung sammeln, um die eigene Gesundheit wieder aufzufüllen. Falls Spieler Schwierigkeiten haben, einen Abschnitt abzuschließen, können sie mit den gefundenen Runensteinen hilfreiche Informationen und Tipps bei Händlern kaufen, die sich in allen Abschnitten finden lassen.

## Produktionsnotizen
Die deutsche Verpackung zeichnet sich durch teilweise Deutsche und Englische Texte aus. Bei den Umlauten in der deutschen Sprache ist auf der Verpackung auffällig, dass diese scheinbar von Hand dem Layout nachträglich hinzugefügt wurden.

## Rezeption
Elvira: The Arcade Game erhielt überwiegend positive Kritiken. Kritisiert wurde, dass man sich offensichtlich sehr von Turrican 2 habe inspirieren lassen, ohne dabei jedoch dessen Qualität zu erreichen.